# Neurossgarten (Królewiec)
Neurossgarten – dawne przedmieście staromiejskie Królewca położone na północny zachód od zamku krzyżackiego, później część śródmieścia na zachód od Steindamm, do 1945 siedziba parafii ewangelickiej.

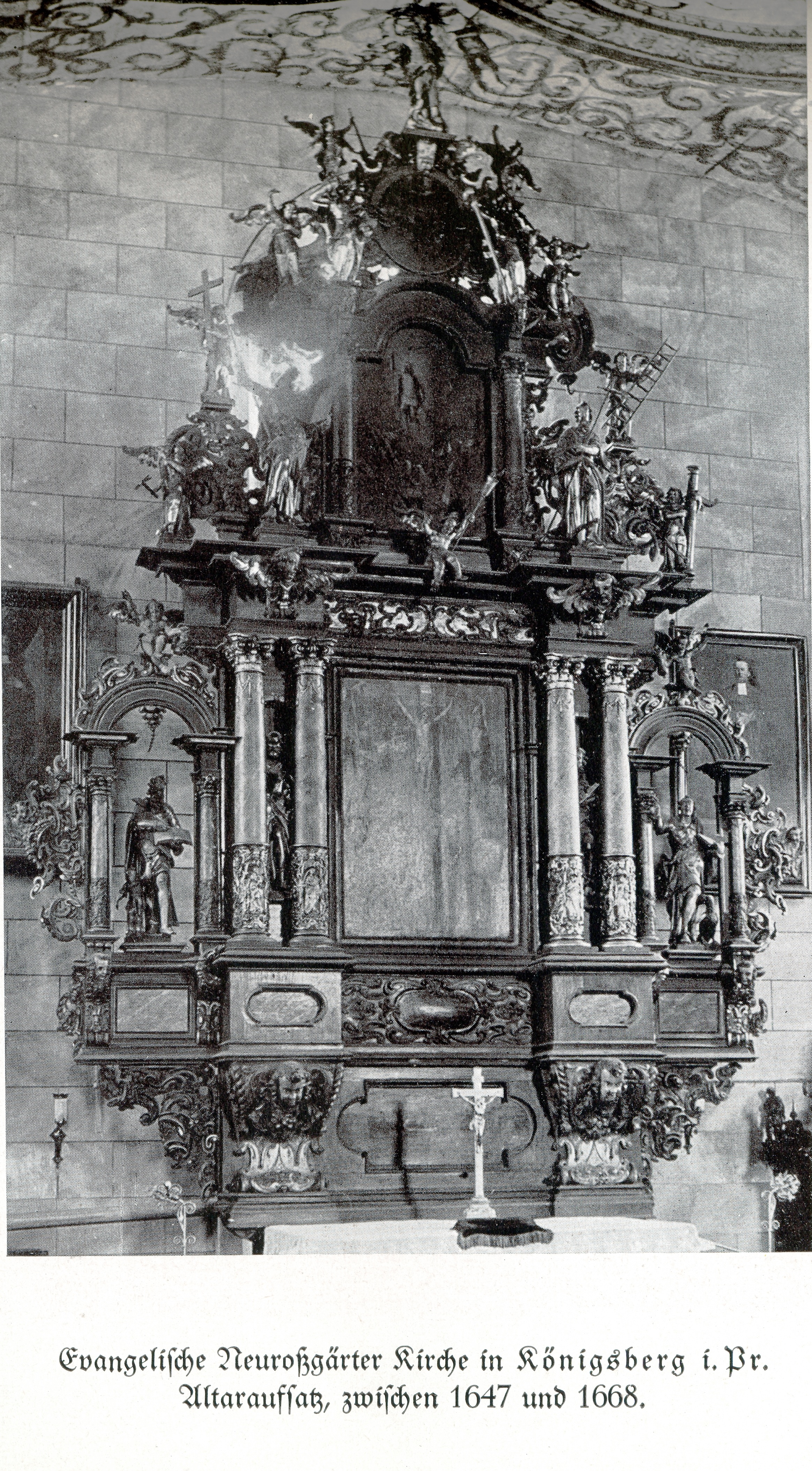
Ołtarz główny w kościele parafialnym na Neurossgarten w Królewcu (Johann Pfeffer).

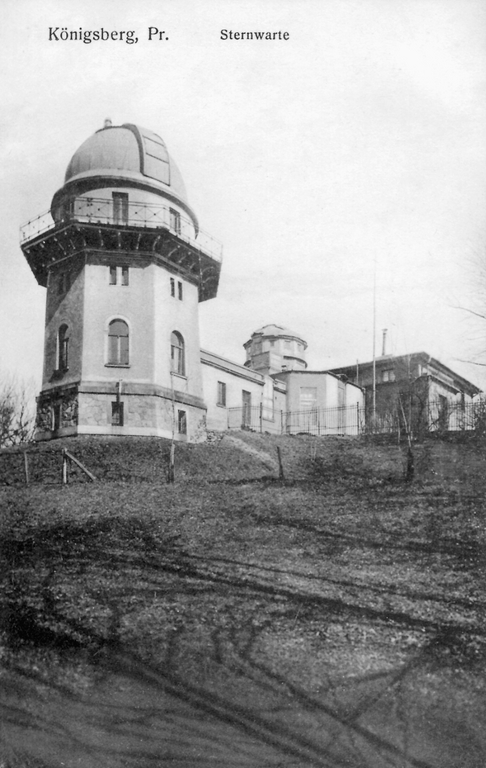
Obserwatorium astronomiczne w Królewcu na starej pocztówce

Książęca wolnizna Neurossgarten (Neue Rossgarten) powstała ok. 1635 w miejscu łąk, ogrodów i cmentarza należącego do Steindamm oraz strzelnicy staromiejskiej. Tu też znajdowała się miejska szubienica. Od płd. rozciągała się staromiejska wolnizna Laak nad Pregołą – obecnie granicę wyznacza Moskiewski prospekt (ros. Moskovskij prospekt – Mocковский проспект). Około 1900 roku wschodnią granicę Neurossgarten i Steindamm wyznaczała Drummstrasse – obecna ul. Szpitalna (ros. ul. Bolničnaja – ул. Больничная).
Kamień węgielny pod kościół (niem. Neurossgärter Kirche) na nowym cmentarzu położono 31 maja 1644, poświęcenie nastąpiło 5 grudnia 1647. Była to ceglana budowla o rzucie prostokąta, o formach kontynuujących tradycje gotyku. W latach 1685–1695 od zachodu dobudowano smukłą wieżę zwieńczoną ażurowym hełmem (łączna wysokość 83,64 m). Wyposażenie wnętrza było barokowe: bogaty zespół malowideł stropowych, rzeźbiony ołtarz ze sceną Ukrzyżowania (ok. 1647–1652) i kazalnica z 1648. Duży krucyfiks z 1676 był pierwszym znanym dziełem Izaaka Rigi. Organy zbudował Siegmund Casparini (1737). W 1945 r. kościół uległ zniszczeniu, ruiny rozebrano 1975. Obecnie znajduje się tu skwer.
Na terenie dzielnicy w 1809 powstał ogród botaniczny, w latach 1811–1813 obserwatorium astronomiczne, w 1830 Muzeum Zoologiczne, ponadto Muzeum Archeologiczne, uniwersyteckie Muzeum Bursztynu i Ogród Ludowy – park miejski (niem. Volksgarten). Cmentarz parafialny zwany był cmentarzem uczonych, spoczął tam m.in. Friedrich Wilhelm Bessel, Theodor Gottlieb von Hippel Starszy, Franz Ernst Neumann (obecnie teren przemysłowy). Wojnę przetrwała część zabudowy, m.in. gmachy szpitalne.